# Buchenhofener Siepen
Der Buchenhofener Siepen ist ein rund 1000 Meter langer Bach in dem Wuppertaler Stadtteil und Stadtbezirk Vohwinkel und ist ein rechter Nebenfluss der Wupper.

## Topografie

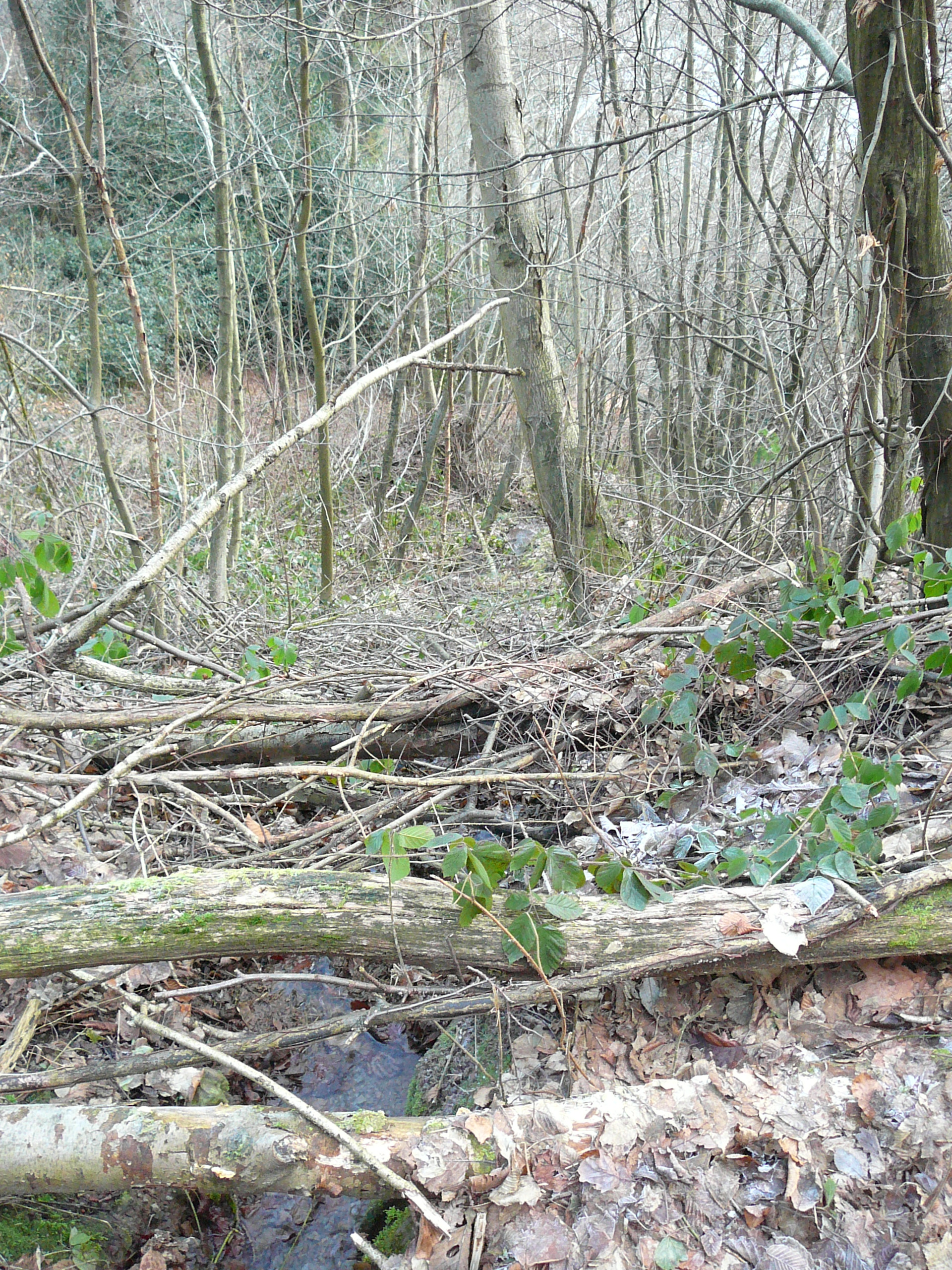
Der Buchenhofener Siepen, teilweise verblockt

Der Bach entspringt an einem Hang in rund 246 Meter NN im Waldgebiet Klosterbusch, das Teil des Staatsforstes Burgholz ist, nahe an einem Wanderweg. Die Quelle selber ist mit einem Mauerwerk gefasst, aus einem Kupferrohr fließt das Wasser in ein kleines Becken und kann nach Bedarf Wanderer erfrischen.
Nach der gefassten Quelle überquert der Bach ungefasst den Wanderweg und fließt einen steilen bewaldeten Hang hinunter. Rund 133 Meter nach der Quelle wird heute der Bach verrohrt weitergeführt und mündet 1000 Meter nach der Quelle in die Wupper.
Man darf annehmen, dass der Bach früher an einer anderen Stelle in den Fluss mündete, da der Flussverlauf der Wupper hier massiv verändert wurde. Die Wupper floss früher in einem großen Bogen am Fuße des Hanges entlang, nun nimmt der Fluss einen kürzeren Lauf. Am Fuße des Hanges befinden sich nun Schlammlagerflächen des Klärwerks Buchenhofen.